# Carola Höhn (Schauspielerin)

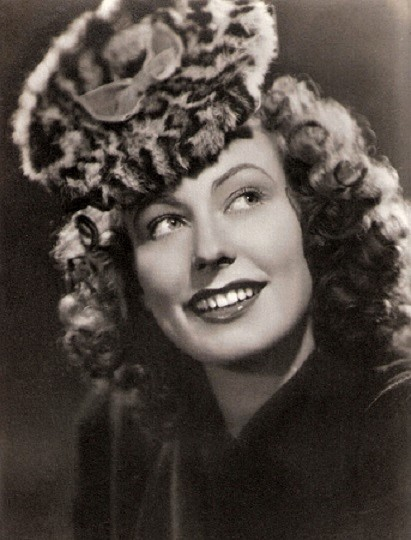
Carola Höhn, 1941

Carola Höhn, auch Carola Verdi, bürgerlich Karoline Minna Höhn, (* 30. Januar 1910 in Geestemünde; † 8. November 2005 in Grünwald) war eine deutsche Schauspielerin und Synchronsprecherin.

## Leben
Höhn kam als Tochter eines schwäbischen Kaufmanns und Gastwirts zur Welt. Nach ihrem Schulabschluss arbeitete sie zunächst in einem Bekleidungshaus. Ende der 1920er Jahre zog sie nach Berlin und nahm dort Schauspielunterricht bei Julia Serda und Hans Junkermann. 1933 gab sie ihr Bühnendebüt und spielte am Schlosspark-Theater im Bezirk Steglitz.
Nachdem sich Carola Höhn bei der UFA beworben hatte, wurde sie für den Film engagiert. In Aus dem Tagebuch eines Junggesellen war sie 1929 erstmals auf der Leinwand zu sehen. Der Film Ferien vom Ich (1934) verhalf ihr schließlich zum Durchbruch. Neben ihrer Arbeit in den Filmstudios war sie, die von Joseph Goebbels protegiert wurde, stets auch auf der Theaterbühne präsent. Sie stand 1944 in der Gottbegnadeten-Liste des Reichsministeriums für Volksaufklärung und Propaganda.
1941 heiratete Carola Höhn den Major der Luftwaffe und Ritterkreuzträger Arved Crüger, der am 22. März 1942 fiel. Der gemeinsame Sohn Arved-Michael wurde im Juni des gleichen Jahres geboren.
Nach dem Zweiten Weltkrieg betätigte sich Carola Höhn zeitweise als Synchronsprecherin. Sie lieh ihre Stimme u. a. Katharine Hepburn (Die Frau, von der man spricht), Ava Gardner (Geheimaktion Carlotta), Maureen O’Hara (Der Glöckner von Notre Dame), Hedy Lamarr (Samson und Delilah) und Carsta Löck in den Kinofassungen um Michel aus Lönneberga. In der Fernsehserie war Löck selbst zu hören.
1954 war ihr erster hervorzuhebender Nachkriegsfilm Heideschulmeister Uwe Karsten, in dem sie die Mutter von Barbara Rütting mimte. Bis in die 1970er Jahre hinein wirkte Carola Höhn in insgesamt über sechzig Filmen mit. In späteren Jahren war sie auch häufiger im Fernsehen zu sehen. Neben Episodenrollen in der Krimireihe Derrick spielte sie von 1987 bis 1996 in der erfolgreichen Vorabendserie Praxis Bülowbogen die Schwiegermutter des von Günter Pfitzmann dargestellten Dr. Brockmann.
1987 erhielt Carola Höhn den Bayerischen Filmpreis, 1990 wurde sie mit dem Filmband in Gold für ihr langjähriges und hervorragendes Wirken im deutschen Film ausgezeichnet. Nebenberuflich führte die Schauspielerin erfolgreich einen Modesalon und schrieb zahlreiche Artikel für die Zeitschrift Film und Frau. Sie starb im Alter von 95 Jahren in einem Altersheim in Grünwald bei München und wurde zuerst in der Urnenhalle auf dem Waldfriedhof Grünwald beigesetzt. Das Grab wurde mittlerweile aufgelassen und die Asche auf das dortige Feld 2a anonym beigesetzt. 

## Filmografie
- 1928: Die Wochenbraut
- 1928: Don Juan in der Mädchenschule
- 1928: Aus dem Tagebuch eines Junggesellen
- 1928: Indizienbeweis
- 1929: Jugendsünden
- 1934: Charleys Tante
- 1934: Einmal eine große Dame sein
- 1934: Ferien vom Ich
- 1934: Abenteuer im Südexpress
- 1935: Königswalzer
- 1935: April, April!
- 1935: Der alte und der junge König
- 1936: Der Bettelstudent
- 1936: Alle Tage ist kein Sonntag
- 1936: Fridericus
- 1936: Männer vor der Ehe
- 1936: Schloß Vogelöd
- 1937: Zu neuen Ufern
- 1937: Zweimal zwei im Himmelbett
- 1938: Kameraden auf See
- 1939: Wir tanzen um die Welt
- 1939: Hurra! Ich bin Papa!
- 1939: Liebe streng verboten
- 1939: Der grüne Kaiser
- 1940: Herzensfreud – Herzensleid
- 1940: Die gute Sieben
- 1940: Die lustigen Vagabunden
- 1941: Mamma
- 1941: Sonntagskinder
- 1941: Solitudine
- 1941: Mutter
- 1942: Dove andiamo, Signora? (Italienische Fassung von Abenteuer im Grand-Hotel mit teilweise gleichen Darstellern)
- 1943: Abenteuer im Grandhotel
- 1943: Kollege kommt gleich
- 1943: Drei tolle Mädels
- 1943: Leichtes Blut
- 1944: Der große Preis
- 1945: Leuchtende Schatten
- 1945: Warum lügst Du, Elisabeth?
- 1949: Du bist nicht allein
- 1950: Der Fall Rabanser
- 1951: Durch Dick und Dünn
- 1952: Liebe im Finanzamt
- 1952: Toxi
- 1952: Der Weibertausch
- 1953: Bis fünf nach zwölf – Adolf Hitler und das 3. Reich (Dokumentarfilm)
- 1953: So ein Affentheater
- 1954: Heideschulmeister Uwe Karsten
- 1954: Sonne über der Adria
- 1956: Auf Wiedersehn am Bodensee
- 1956: Johannisnacht
- 1956: Roter Mohn
- 1957: Viktor und Viktoria
- 1959: O Wildnis
- 1959: Keiner ist wie der andere
- 1961: Vertauschtes Leben
- 1962: Lieder klingen am Lago Maggiore
- 1962: Muß i denn zum Städtele hinaus
- 1963: Und wenn der ganze Schnee verbrennt
- 1963: Apartment-Zauber
- 1963: Zwei blaue Vergissmeinnicht
- 1965: Das Mädel aus dem Böhmerwald
- 1965: Und nicht mehr Jessica
- 1965: Unser liebes Fräulein Grandet
- 1966: Das Rätsel von Foresthouse
- 1966: Brille und Bombe: Bei uns liegen Sie richtig!
- 1967: Jungfrau aus zweiter Hand
- 1968: Die seltsamen Ansichten des Mr. Eliot
- 1969: Graf Porno und die liebesdurstigen Töchter
- 1969: Pepe, der Paukerschreck
- 1969: Hurra, die Schule brennt!
- 1969: Herzblatt oder Wie sag ich’s meiner Tochter?
- 1971: Morgen fällt die Schule aus
- 1971: Mitten in der Nacht
- 1978: Unsere kleine Welt
- 1980: Mit dem Wind nach Westen
- 1988: Schloß Königswald
- 1992: Die Distel
- 1995: Alle lieben Willy Wuff
- 2000: Laila – Unsterblich verliebt

## Fernsehen
- 1965: Ein Anruf für Mister Clark

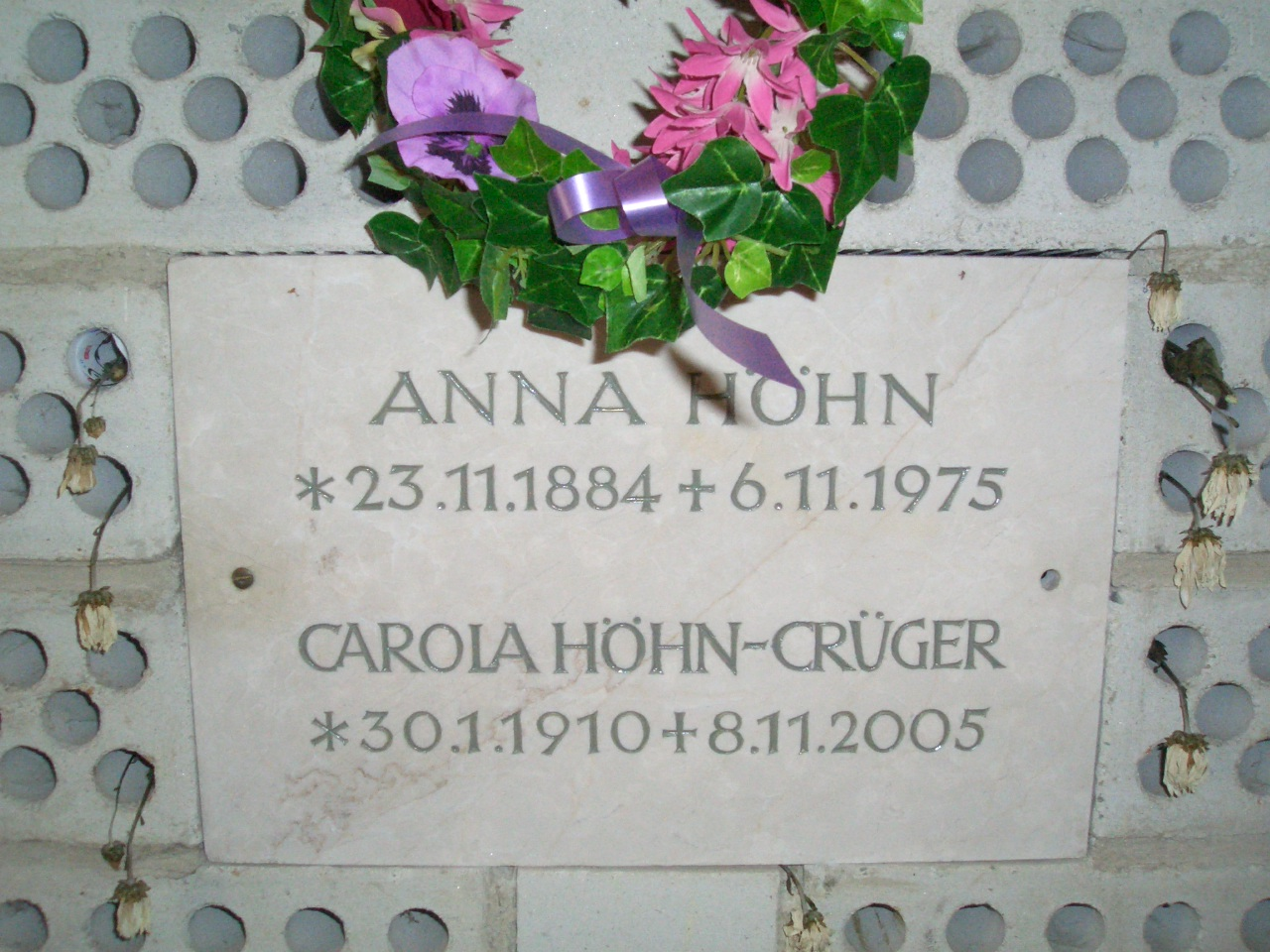
Carola Höhns Urnengrab auf dem Waldfriedhof Grünwald

- 1969: Ein Sommer mit Nicole (TV-Serie)
- 1970: Der Fall von nebenan (TV-Serie)
- 1977: Derrick (Folge Hals in der Schlinge)
- 1978: SOKO 5113 (TV-Serie)
- 1978: Derrick (Folge Lissas Vater)
- 1979: Derrick (Folge Das dritte Opfer)
- 1980: Derrick (Folge Pricker)
- 1981: Ein Fall für zwei (TV-Serie)
- 1983: Kontakt bitte ... (TV-Serie)
- 1987–1996: Praxis Bülowbogen
- 1990: Voll Daneben (TV-Serie)
- 1992: Glückliche Reise – Singapur und Borneo (TV-Reihe)
- 1993: Ein Mann am Zug (TV-Serie)
- 1994: Verliebt, verlobt, verheiratet (TV-Serie)

## Theater (Auswahl)
- Der Mustergatte, zusammen mit Heinz Rühmann
- Meine Schwester und ich, zusammen mit Johannes Heesters
- Der Herr Kanzleirat, zusammen mit Hans Moser
- Mond über Buffalo, zusammen mit Michael Hinz und Viktoria Brams
- My Fair Lady im Berliner Theater des Westens

## Auszeichnungen
- 1987: Bayerischer Filmpreis für Schloß Königswald
- 1990: Deutscher Filmpreis: Filmband in Gold für langjähriges und hervorragendes Wirken im deutschen Film
- 1997: Verdienstkreuz am Bande der Bundesrepublik Deutschland